# خسوس منا
خسوس منا (انگلیسی: Jesús Mena؛ زادهٔ ۲۸ مه ۱۹۶۸) ورزشکار شیرجه اهل مکزیک است.
وی در مسابقات کشوری و بین‌المللی در مجموع برندهٔ ۱ مدال نقره، ۱ مدال برنز شده‌است.